# Ippodromo Argentino di Palermo
L'ippodromo Argentino di Palermo (in spagnolo: Hipódromo Argentino de Palermo) è un ippodromo della capitale argentina Buenos Aires. Fondato nel 1876, è situato nell'elegante barrio di Palermo a breve distanza dal Campo Argentino di Polo e dal Parque Tres de Febrero.
Dispone di una pista di sabbia lunga 2,400 metri e larga 20 ed una pista d'erba lunga 2,220 metri e larga 20. Oltre ad ospitare le corse equestri, è stato anche sede di numerosi concerti musicali.

## Storia
L'ippodromo fu inaugurato il 7 maggio 1876. Nel 1883 l'impianto fu preso in gestione dal Jockey Club, mentre due anni dopo vi fu corso il primo derby. Nel 1908 fu costruita l'attuale tribuna in stile Beaux-Arts progettata dall'architetto francese Louis Faure Dujarric.
Nel 1953 l'ippodromo fu espropriato al Jockey Club dal governo di Juan Domingo Perón, nazionalizzato e ribattezzato Hipódromo Argentino de Palermo.
Il 5 maggio 1992 l'impianto fu privatizzato e ceduto alla Hipódromo Argentino de Palermo Sociedad Anónima (HAPSA) per un periodo di 25 anni.